# Pseudooligofrenie
Pseudooligofrenie neboli zdánlivá mentální retardace vzniká působením vnějšího prostředí na jedince, nikoliv poškozením centrální nervové soustavy. Dříve označována jako sociální debilita. Dítě je zanedbané, nedostává se mu potřebné pozornosti a výchovy, často pochází ze sociokulturně znevýhodněného prostředí. Inteligenční kvocient (IQ) se pohybuje v hraničním pásmu mentální retardace, tedy o 10-20 bodů méně než průměrné IQ. Nejobvyklejšími projevy pseudooligofrenie jsou opožděný vývoj řeči, myšlení, adaptační schopnosti, apatie, přetrvávání psychických dětských znaků do dospělosti, může se objevit i negativismus. Motorika bývá zachována. Osvojení učiva dětem trvá déle, potřebují názorné příklady. Tato porucha není stavem trvalým. Vhodným výchovným působením a změnou prostředí je možno dosáhnout zlepšení.